# 指桑罵槐
指桑罵槐（しそうばかい）は、中国の兵法書「三十六計」の計略の一つである。三十六計中の二十六計にあたり、味方に対して行う計略だとされている。書き下して「桑を指（）して槐（）を罵（）る」ともいう。

## 意味
桑の木をさして槐（エンジュ）の木を罵る、と言う意味で、「三十六計」には、「強者が弱者を屈服させるときに警告する方法」とされている。すなわち本当に注意したい相手を直接名指して注意するのではなく、別の相手を批判することで、間接的に人の心をコントロールしようという作戦だと、湯浅邦弘は著書『孫子・三十六計』（角川ソフィア文庫）で解釈している。
例えば、指揮官が部下を注意したいが、直接言われると反発したくなるのは人の性である。そこで（部下もやっているが）より酷い他者を指して「見よ、あの者の愚かさを」と部下たちに言えば、部下は自らを恥じ自然と身を正すことになる。こうして反発されることなく正させるのも指桑罵槐の計である。